# John Abruzzi
John Abruzzi A szökés című amerikai televíziós sorozat kitalált szereplője. Peter Stormare alakítja.

## Háttér
John maffiavezér, emellett családos ember: felesége és két gyermeke van. Johnt akkor fogták el a rendőrök, mikor gyilkosságot követett el egy Otto Fibonacci nevű férfi szeme láttára. A tett után Fibonacci mint szemtanú juttatta börtönbe.

## Szerepek

### 1. évad
Johnnal az első részben találkozunk, amikor Michael segítséget próbál kérni tőle. Johnnak a börtönben egy egész banda embere van, akik bármit megtennének érte, de csak addig, míg pénzt kapnak érte. John egy Falzone nevű, szintén maffiavezértől kap segítséget a börtönön kívülről: pénzzel látja el, így Abruzzi bármit megszerez odabenn, amit akar. Mikor Falzone parancsba adja neki, tudja meg Scofieldtől, hol van Fibonacci (ugyanis Falzone ellen is tanúskodni akar), Michael nem árulja el, így John bandája egy eldugott épületbe rángatja, majd vezetőjük parancsára levágják két lábujját. Később beszáll a leendő szökevények közé, így biztosítja nekik a szökéshez szükséges repülőgépet és a börtönmunkát. Egyszer azonban elveszíti az uralmát a BM és a bandája felett, ám Falzone (rendőröknek) feladásával visszaszerzi mindkettőt.
Az évadban többször is összetűzésbe keveredik Zsebessel, ami végül számára rosszul végződik: Theodore egy pengével elvágja Abruzzi torkát. Ezután jó pár részig nem látjuk, ugyanis a sorozat szerint kórházba szállítják, de az évad végére visszatér és sikeresen megszökik társaival. Visszatérése után John nagyon vallásos lesz, ezzel ellentétben a szökése után egy baltával levágja Zsebes kezét, így áll bosszút rajta.

### 2. évad
John különválik a szökevényektől és eljut családjához, ezzel együtt az alvilági bandájához. Mikor egyik besúgójától megtudja, hol van Otto Fibonacci, odautazik, hogy személyesen végezzen vele, ám így Alexander Mahone és az FBI csapdájába sétál bele. Mikor a hatóságok körülveszik Abruzzit, az nem hajlandó megadni magát, így lelövik. Ö az első, aki meghalt a Fox River-i Nyolcak közül, valamint a második főszereplő, akit megölnek a sorozatban Veronica Donovan után.